# Adinandra cordifolia
Adinandra cordifolia är en tvåhjärtbladig växtart som beskrevs av Ridley. Adinandra cordifolia ingår i släktet Adinandra och familjen Pentaphylacaceae. Inga underarter finns listade i Catalogue of Life.